# Episodi di CHiPs (terza stagione)
La terza stagione della serie televisiva CHiPs, composta da 24 episodi, è andata in onda negli Stati Uniti sul canale NBC dal 22 settembre 1979 al 30 marzo 1980.
In questa stagione Randi Oakes (che interpreta Bonnie Clark) rimpiazza Brianne Leary (che interpreta Sindy Cahill); nel cast fa il suo ingresso anche Michael Dorn (Jeb Turner).
Tutti i personaggi rimangono invariati fino alla quinta stagione.
| Nº | Titolo originale           | Titolo italiano                  | Prima TV          | Prima TV Italia |
| -- | -------------------------- | -------------------------------- | ----------------- | --------------- |
| 1  | Roller Disco: Part 1       | Pattini a rotelle (parte 1)      | 22 settembre 1979 |                 |
| 2  | Roller Disco: Part 2       | Pattini a rotelle (parte 2)      | 22 settembre 1979 |                 |
| 3  | Valley Go Home!            | La gente della valle             | 29 settembre 1979 |                 |
| 4  | High Octane                | Benzina super                    | 6 ottobre 1979    |                 |
| 5  | Death Watch                | L'unica traccia                  | 13 ottobre 1979   |                 |
| 6  | Counterfeit                | I falsari                        | 20 ottobre 1979   |                 |
| 7  | Return of the Supercycle   | Il ritorno della supermoto       | 27 ottobre 1979   |                 |
| 8  | Hot Wheels                 | Per le Strade di Los Angeles     | 3 novembre 1979   |                 |
| 9  | Drive, Lady, Drive: Part 1 | Un amore di corsa (parte 1)      | 10 novembre 1979  |                 |
| 10 | Drive, Lady, Drive: Part 2 | Un amore di corsa (parte 2)      | 10 novembre 1979  |                 |
| 11 | The Watch Commander        | Il nuovo Comandante              | 17 novembre 1979  |                 |
| 12 | Destruction Derby          | Il derby della distruzione       | 24 novembre 1979  |                 |
| 13 | Second Chance              | Una seconda occasione            | 1 dicembre 1979   |                 |
| 14 | Wheeling                   | Guida Pericolosa                 | 8 dicembre 1979   |                 |
| 15 | Christmas Watch            | Turno di guardia natalizio       | 15 dicembre 1979  |                 |
| 16 | Jailbirds                  | Tipi da galera                   | 12 gennaio 1980   |                 |
| 17 | E.M.T.                     | Addestramento al Pronto Soccorso | 19 gennaio 1980   |                 |
| 18 | Kidnap                     | Il rapimento                     | 26 gennaio 1980   |                 |
| 19 | Off Road                   | Fuori strada                     | 2 febbraio 1980   |                 |
| 20 | Tow Truck Lady             | La ragazza del carro attrezzi    | 9 febbraio 1980   |                 |
| 21 | The Strippers              | I ladri                          | 16 febbraio 1980  |                 |
| 22 | Thrill Show                | Uno spettacolo emozionante       | 23 febbraio 1980  |                 |
| 23 | Nightingale                | La dottoressa                    | 23 marzo 1980     |                 |
| 24 | Dynamite Alley             | Viale dinamite                   | 30 marzo 1980     |                 |

## Pattini a rotelle (parte 1)
- Titolo originale: Roller Disco: Part 1
- Diretto da: Don Weis
- Scritto da: Rudolph Borchert

### Trama
Ponch è alla ricerca di celebrità per una festa sui pattini a rotelle. E proprio su dei pattini scappano i ladri inseguiti da lui e Jon.

## Pattini a rotelle (parte 2)
- Titolo originale: Roller Disco: Part 2
- Diretto da: Don Weis
- Scritto da: Rudolph Borchert

### Trama
La banda di rapinatori sui pattini a rotelle colpisce ancora e sembra imprendibile. Ponch e Jon coinvolgono una rockstar in una raccolta fondi.

## La gente della valle
- Titolo originale: Valley Go Home!
- Diretto da: Barry Crane
- Scritto da: John Huff e L. Ford Neale

### Trama
Tra un gruppo di surfisti e gli abitanti di un paese si è scatenata una piccola guerra. Jon e Ponch, ritrovatisi in mezzo, cercano di mettere pace.

## Benzina super
- Titolo originale: High Octane
- Diretto da: John Florea
- Scritto da: James Schmerer

### Trama
Mentre Ponch e Jon sedano una lite a una stazione di servizio, Getraer, scivola con la moto sulla benzina e viene ricoverato.

## L'unica traccia
- Titolo originale: Death Watch
- Diretto da: Barry Crane
- Scritto da: Larry Alexander

### Trama
La morte di un collega porta Jon e Ponch sulle tracce di uno stuntman che provoca incidenti per truffare le compagnie di assicurazione.

## I falsari
- Titolo originale: Counterfeit
- Diretto da: John Florea
- Scritto da: Dean R. Koontz

### Trama
Ponch paga in un bar il conto di ciò che ha consumato, ma la cassiera gli fa notare che il denaro che ha dato è falso. Resta da capire chi è stato a rifilarglielo.

## Il ritorno della supermoto
- Titolo originale: Return of the Supercycle
- Diretto da: Bruce Kessler
- Scritto da: Rick Mittleman

### Trama
Un uomo su una moto rossa rapina una gioielleria e fugge. Jon, Ponch e Baricza lo inseguono immediatamente, ma durante la corsa Ponch sbanda.

## Per le strade di Los Angeles
- Titolo originale: Hot Wheels
- Diretto da: John Florea
- Scritto da: Larry Alexander

### Trama
Mentre Ponch è ancora ricoverato in ospedale, a Jon viene affidato un nuovo partner, con il quale inizia subito ad indagare su diversi furti di veicoli.

## Un amore di corsa (parte 1)
- Titolo originale: Drive, Lady, Drive: Part 1
- Diretto da: Don Weis
- Scritto da: William D. Gordon, James Doherty

### Trama
Ponch e Jon sono alle prese con una ragazza i cui genitori sono scomparsi. Una pilotessa commette l'errore di condurla ad una corsa.

## Un amore di corsa (parte 2)
- Titolo originale: Drive, Lady, Drive: Part 2
- Diretto da: Don Weis
- Scritto da: William D. Gordon, James Doherty

### Trama
Candi prende a cuore la ragazza che non ritrova i genitori. E scopre la sua infelicità in una famiglia che non sente sua.

## Il nuovo Comandante
- Titolo originale: The Watch Commander
- Diretto da: Don Weis
- Scritto da: Frank Telford

### Trama
Il nuovo tenente vuole mettere in riga tutti. Scoprirà di avere la migliore squadra.
- Guest star: Michelle Pfeiffer

## Il derby della distruzione
- Titolo originale: Destruction Derby
- Diretto da: Gordon Hessler
- Scritto da: Richard B. Mittleman

### Trama
Jon e Ponch, in incognito, partecipano ad una gara automobilistica per cercare di stroncare i traffici di una banda di ladri d'auto.

## Una seconda occasione
- Titolo originale: Second Chance
- Diretto da: John Florea
- Scritto da: Frank Chase e Ramona Chase

### Trama
Jon e Ponch cercano di catturare un giovane ladro, che ha colpito diversi condomini a Marina del Ray. In seguito i due visitano un ospedale per bambini.

## Guida pericolosa
- Titolo originale: Wheeling
- Diretto da: Barry Crane
- Scritto da: John Huff e L. Ford Neale

### Trama
Un portatore di handicap al volante di un'auto viene scambiato da Ponch e Jon per un pirata della strada che poco prima ha provocato un incidente.

## Turno di guardia natalizio
- Titolo originale: Christmas Watch
- Diretto da: Phil Bondelli
- Scritto da: John Huff e L. Ford Neale

### Trama
Ladri di campane, d'auto e topi d'appartamento, nonché guidatori ubriachi movimentano il turno di guardia natalizio di Ponch e Jon.
° Guest Star: William Schallert

## Tipi da galera
- Titolo originale: Jailbirds
- Diretto da: Bruce Kessler
- Scritto da: James Schmerer

### Trama
Jon e Ponch finiscono in galera per essersi rifiutati di fare il nome di un loro informatore nel campo delle auto rubate.

## Addestramento al Pronto Soccorso
- Titolo originale: E.M.T.
- Diretto da: Phil Bondelli
- Scritto da: Jerry Thomas e Frank Dandridge

### Trama
Il docente di un corso di pronto soccorso riconosce in Jon e Ponch gli agenti che il giorno precedente gli fecero una multa.

## Il rapimento
- Titolo originale: Kidnap
- Diretto da: Gordon Hessler
- Scritto da: Stephen Kandel

### Trama
Due bambini entrano in una Rolls-Royce. Ma poco dopo l'auto viene rubata da due malviventi, che sul momento non si accorgono della loro presenza.

## Fuori strada
- Titolo originale: Off Road
- Diretto da: William Paul Nuckles
- Scritto da: George Geiger

### Trama
Jon e Ponch partecipano a una corsa in fuoristrada, senza sapere che un paio di gangster la stanno usando come copertura.

## La ragazza del carro attrezzi
- Titolo originale: Tow Truck Lady
- Diretto da: Larry Wilcox
- Scritto da: Max Hodge

### Trama
Quando una donna viene sospettata di provocare incidenti per incrementare il lavoro, Jon e Ponch cercano di avere l'aiuto di sua figlia.

## I ladri
- Titolo originale: The Strippers
- Diretto da: Don Weis
- Scritto da: Frank Telford

### Trama
A Diane, la fidanzata di Jon, dei ladri rubano l'auto. E Jon e Ponch si trovano coinvolti in una strana storia di ladri d'auto e di trafficanti di droga.

## Uno spettacolo emozionante
- Titolo originale: Thrill Show
- Diretto da: Gordon Hessler
- Scritto da: John Huff e L. Ford Neale

### Trama
Bonnie incontra un vecchio amico, ora divenuto un noto stuntman. Più tardi comunica a Getraer di aver intenzione di lasciare i Chips.

## La dottoressa
- Titolo originale: Nightingale
- Diretto da: Don Weis
- Scritto da: Kenneth Dorward

### Trama
Jon e Ponch cercano di rintracciare una misteriosa dottoressa che soccorre le vittime degli incidenti, e poi scompare nel nulla.

## Viale dinamite
- Titolo originale: Dynamite Alley
- Diretto da: Bruce Kessler
- Scritto da: Rudolph Borchert e James Schmerer

### Trama
Viale dinamite è un tratto di strada montuosa utilizzata dagli automobilisti come circuito per gare di velocità. Bonnie Clark vuole far luce su un incidente.